# 티노 리브라멘토
발렌티노 "티노" 프란시스코 리브라멘토 (Valentino "Tino" Francisco Livramento, 2002년 11월 12일 ~ )는 잉글랜드의 축구 선수이며, 뉴캐슬 유나이티드에서 풀백으로 뛰고 있다.